# 木曽川郵便局
木曽川郵便局（きそがわゆうびんきょく）は愛知県一宮市にある郵便局。民営化前の分類では集配普通郵便局であった。

## 概要
- 住所：〒493-8799 愛知県一宮市木曽川町内割田二の通り30

## 沿革
- 1888年（明治21年）10月1日 - 黒田郵便局（三等）として開設[1]。
- 1890年（明治23年）10月21日 - 為替取扱を開始。
- 1910年（明治43年）3月11日 - 木曽川郵便局に改称。
- 1958年（昭和33年）12月1日 - 電話交換事務の取扱を木曽川電報電話局に移管[2]。
- 1964年（昭和39年）7月25日 - 和文電報配達事務の取扱を木曽川電報電話局に移管。
- 1966年（昭和41年）3月1日 - 特定郵便局から普通郵便局に局種別改定。
- 1978年（昭和53年）9月18日 - 葉栗郡木曽川町黒田から同町内割田に移転。
- 2000年（平成12年）8月14日 - 外国通貨の両替および旅行小切手の売買に関する業務取扱を開始。
- 2007年（平成19年）10月1日 - 民営化に伴い、併設された郵便事業木曽川支店に一部業務を移管。
- 2012年（平成24年）10月1日 - 日本郵便株式会社発足に伴い、郵便事業木曽川支店を木曽川郵便局に統合。

## 取扱内容
- 郵便、印紙、ゆうパック、内容証明
- 貯金、為替、振替、振込、国際送金、国債、投資信託
- 生命保険、バイク自賠責保険、自動車保険
- ゆうちょ銀行ATM
- 「493-00xx」「493-80xx」区域（一宮市（北方地区および旧葉栗郡木曽川町域））の集配業務
- ゆうゆう窓口

## 周辺
- 一宮市役所木曽川庁舎
- 一宮市環境センター
- 一宮市立玉堂記念木曽川図書館
- 一宮市木曽川文化会館

## アクセス
- 名鉄名古屋本線 新木曽川駅から南西へ約800m（徒歩で約9分）、JR東海道本線 木曽川駅から南西へ約1.5km（徒歩で約18分）。
- i-バス「木曽川庁舎北」停留所下車。
- 東海北陸自動車道 一宮木曽川ICから西へ約2.5km。
- 駐車場あり：21台